# Ossey-les-Trois-Maisons

Ossey-les-Trois-Maisons este o comună în departamentul Aube din nord-estul Franței. În 1 ianuarie 2022 avea o populație de 589 de locuitori.